# 경서예지
경서예지는 대한민국의 여성 보컬 듀오이다.

## 구성원
| 이름 | 소개 |
| ---- | --- |
| 경서 | - 생년월일: 1995년 4월 16일(30세) - 본명: 원경서 - 학력: 단국대학교 사회복지학과 학사 - 활동기간: 2020년 4월 12일 ~ |
| 예지 | - 생년월일: 2001년 12월 29일(23세) - 본명: 전예지 - 학력: 서울실용음악고등학교 - 활동기간: 2020년 4월 12일 ~        |

## 음반 목록

### 싱글 음반
- 사실 나는(feat.전건호) (2020년 4월 12일)
- 왜 변하니 (2020년 10월 1일)
- 모를까봐서(feat. 아샤트리) (2021) (원곡:쥬얼리) (2021년 4월 4일)
- 다정히 내 이름을 부르면 with 전건호 (2021년 5월 19일)
- 은하수를 닮은 너에게(feat.몰리디) (2021년 7월 22일)
- 너에게 꼭 말하고 싶은 게 있어 (2022년 7월 17일)
- Timeless with 차가을 (원곡: SG워너비) (영화 데시벨 OST) (2022월 10월 9일)
- 그 겨울이 잠든 거리에서 with 전건호 (2022년 12월 11일)
- 비행소녀 (원곡: 마골피) (2023년 6월 18일)
- 나의 모든 날들은 오직 세 가지뿐일 거야 (Feat.몰리디) (2023년 7월 25일)
- 술 한 잔 해요 (원곡: 지아) (2023년 11월 5일)
- 헤어진 지금 with 전건호 (2023년 11월 14일)
- 눈이 내리는 새벽 창가에서 (2024년 1월 7일)
- 하루하루 (원곡: 타샤니) (2024년 2월 12일)
- 나는 너랑 with 전건호 (2024년 5월 23일)
- 나는 사랑이 왜 이렇게 힘든가요 (feat. 전건호) (2025년 2월 16일)
- 별빛달빛 (원곡 : 시크릿) (2025년 6월 1일)
- 내일이 찾아오면 (원곡 : 오장박) (2025년 7월 17일)